# ويليام هال شيروود
ويليام هال شيروود (بالإنجليزية: William Hall Sherwood)‏ هو معلم موسيقى وملحن أمريكي، ولد في 31 يناير 1854 في قرية ليونز في الولايات المتحدة، وتوفي في 7 يناير 1911 في شيكاغو في الولايات المتحدة.

## وصلات خارجية
- ويليام هال شيروود على موقع ميوزك برينز (الإنجليزية)